# Берлінський собор
Берлінський собор (нім. Berliner Dom) — найбільша протестантська церква Німеччини (входить до Євангелічної церкви Німеччини). Розташований на Музейному острові Берліна.

## Передісторія
У 1450 році Курфюрст Фрідріх II заснував місце парафіяльного священика при каплиці новозбудованого княжого палацу в місті Келльн на Шпрее, що в майбутньому переросте в місто Берлін.
У 1536 році колишня домініканська церква стала католицьким костелом Берліна. А 1539 року за підтримки Мартіна Лютера курфюрст Іоахім II проводить реформацію у маркграфстві Бранденбург. Так перший берлінський собор став лютеранським.
Після прийняття кальвінізму курфюрстом Йоганном Сигізмундом, його сином і частиною придворної знаті у 1613 році собор стає реформістською придворною церквою, але населення Бранденбурга і всієї Пруссії залишається переважно лютеранським.
За наказом короля Пруссії Фрідріха II «Великого» постаріла будівля Собору зноситься в 1747–1750 роках, і на північ від королівського палацу (на місці сучасного Собору) зводиться нова будівля церкви в стилі бароко за проєктом архітектора Йоганна Боумана старшого. У 1750 р. в освячену нову будівлю переносяться гробниці Гогенцоллернів.
У 1817–1822 роках з ініціативи короля Фрідріха Вільгельма III було укладено союз (Унію) між лютеранами і реформатами. Собор, як королівська церква, приєднався до Унії. За проєктом архітектора Карла Фрідріха Шинкеля Собор було перебудовано в стилі класицизму.

## Історія
Сьогоднішній Берлінський собор будувався в 1894–1905 роки за проєктом Юліуса Рашдорфа як головна церква прусських протестантів і придворна церква правлячої династії Гогенцоллернів. Собор виконаний в стилі неоренесансу. Спочатку багато оздоблений будинок з сілезького піщанику сягав разом з куполом висоти 114 метрів.
9 листопада 1918 року Вільгельм II відрікся від престолу. Листопадова революція поклала кінець вікової залежності Вівтаря від Трону. У 1922 році Собор передається євангельській церкві Пруссії («Унії»).
Під час Другої світової війни Собор неодноразово зазнав бомбових ударів авіації, що призвело до руйнування майже всієї будівлі.
Після Другої світової війни було проведено тимчасові заходи з відновлення будівлі. Служба проводилася лише в приміщенні крипти і в підвалі траурної церкви.
З 1975 до 1989 року тривали роботи з реставрації собору. Зовнішні відновлювальні роботи було завершено в 1981 році. В ході цих робіт купольна частина Собору була значно змінена. У 1989 році реставрація була закінчена відновленням Імператорських сходів.
6 червня 1993 року пройшло урочисте освячення відновленої головної церкви.

## Сьогодення
Сьогодні собор має скромнішу, ніж раніше, висоту — 98 метрів.
Для відвідувачів відкрито склеп династії Гогенцоллернів, де представлено 70 з 89 збережених поховань, серед них — розкішний саркофаг Великого курфюрста і його дружини Доротеї.
Орган для собору був побудований відомим німецьким органним майстром епохи романтизму Вільгельмом Зауером.
Перед собором розбитий парк Люстгартен (нім. Lustgarten), який протягом століть постійно змінював свій вигляд. Сучасного вигляду парк набув 24 вересня 1999 року, відкрившись після реконструкції.
Берлінський собор ніколи не був собором у фактичному значенні цього терміна, оскільки Берлін ніколи не був місцем перебування єпископа католицької церкви. Коли в 1930 році Святий Престол вперше створив католицьку єпархію в Берліні, Берлінський собор вже давно був протестантською церквою. Місцем перебування митрополита Берліна служить Собор Святої Ядвіги. Функції і посада єпископа включають регулярні протестантські проповіді в церкви Святої Марії, яка є місцем проживання єпископа. Меморіальна церква кайзера Вільгельма — друге місце його перебування.

## Галерея
Історичний вигляд

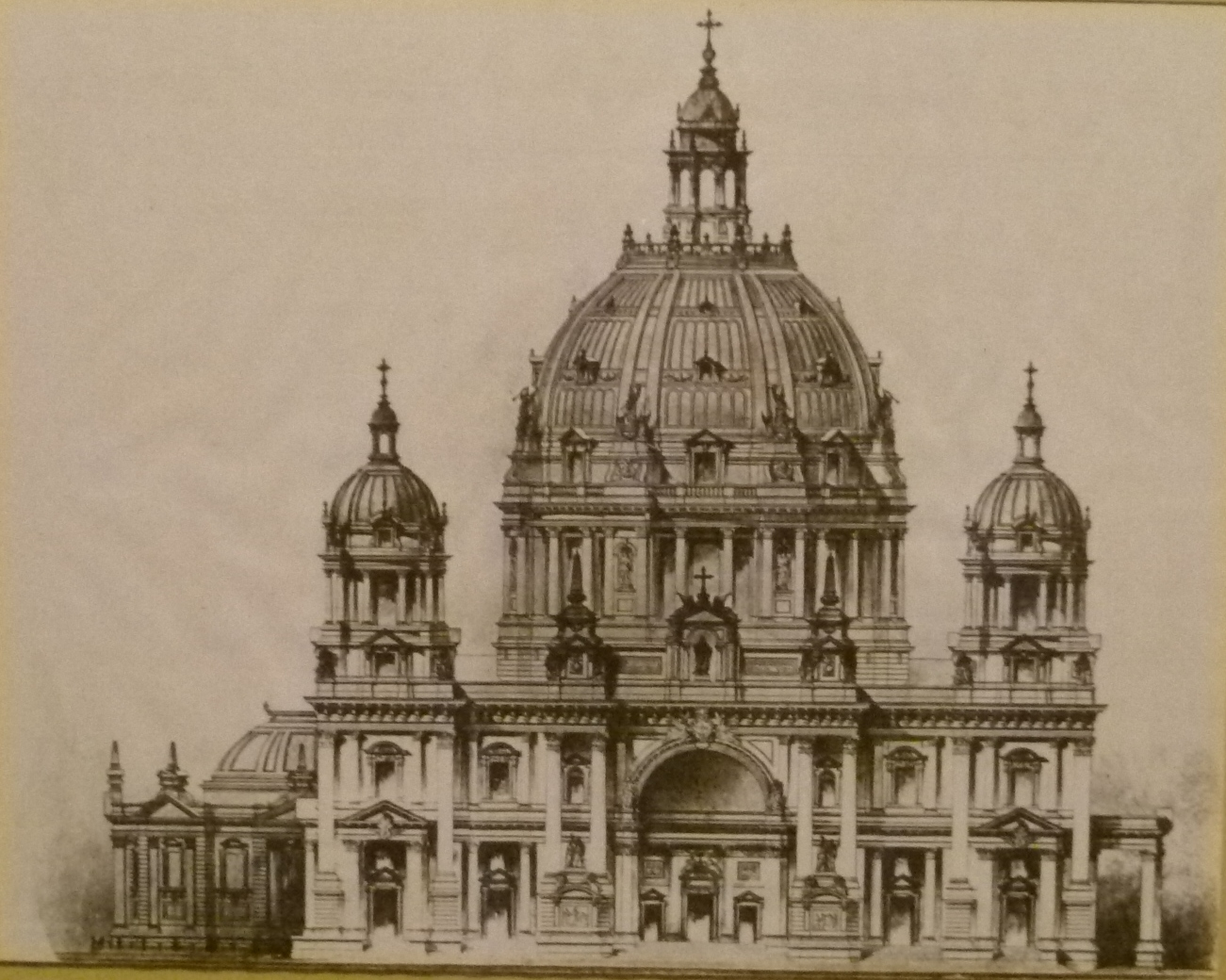
Проєкт собору Юліуса Рашдорфа
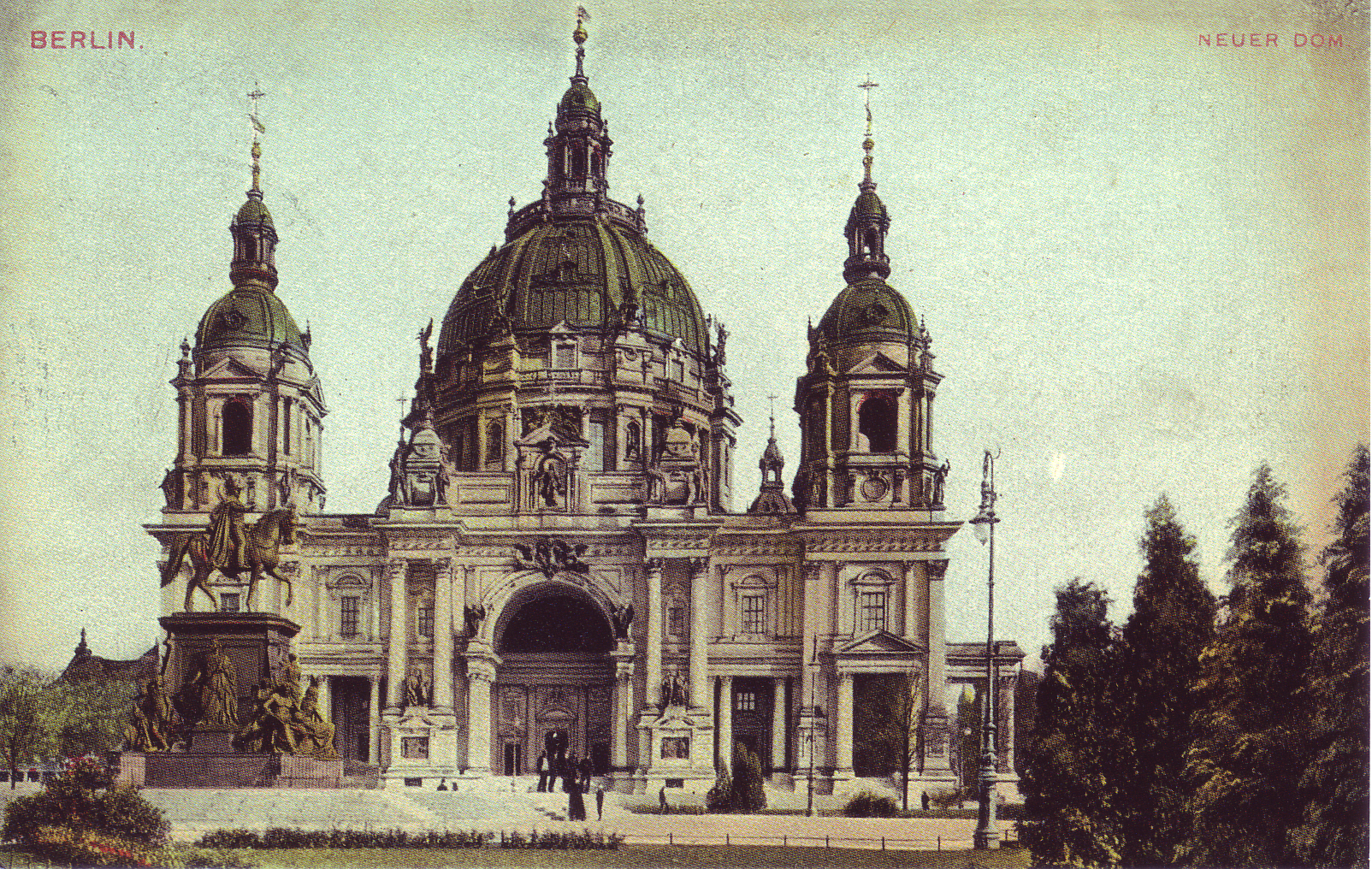
Верховна Парафіяльна і Соборна Церква Берліна, 1900
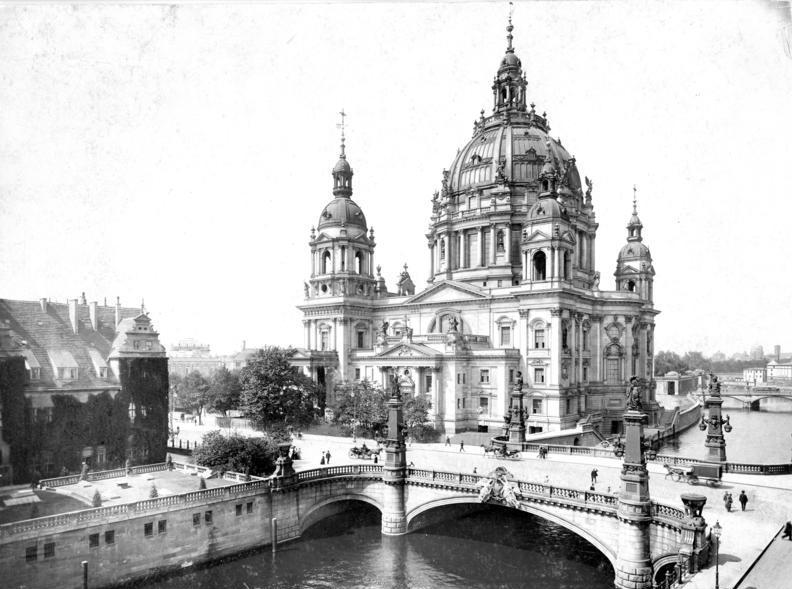
Собор з боку річки Шпрее, 1900
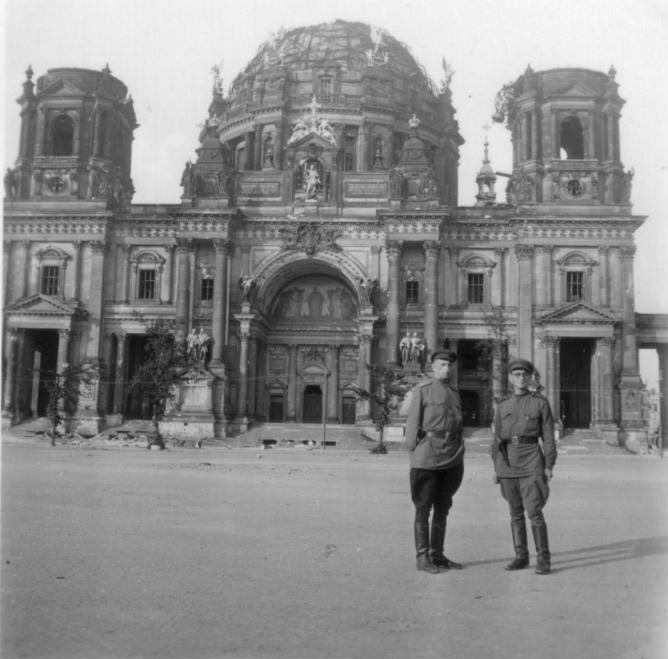
Собор у 1945 після захоплення Берліна радянською армією

Сьогодення

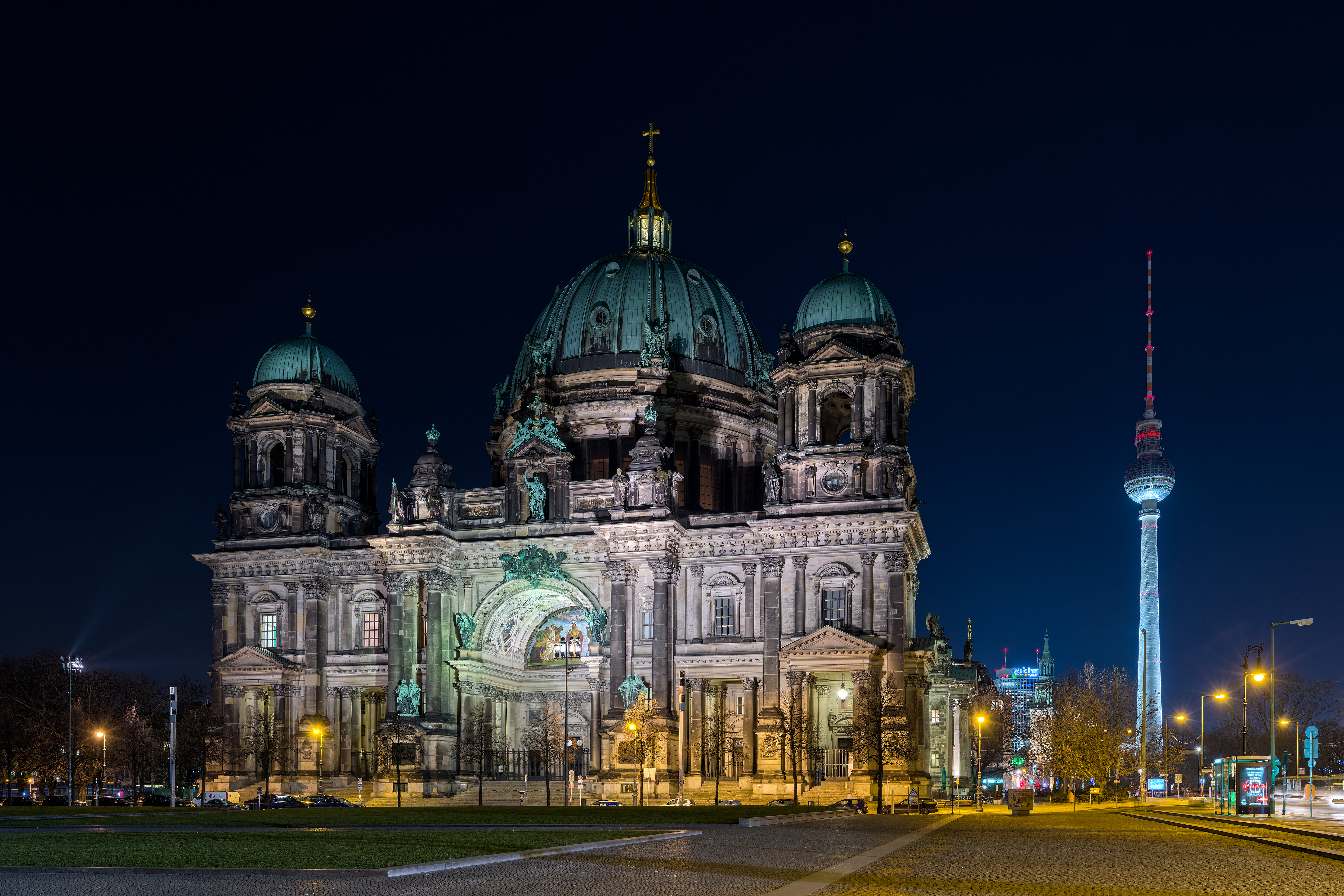
Берлінський собор уночі
Фасад у напрямку Музейного острова, 2012
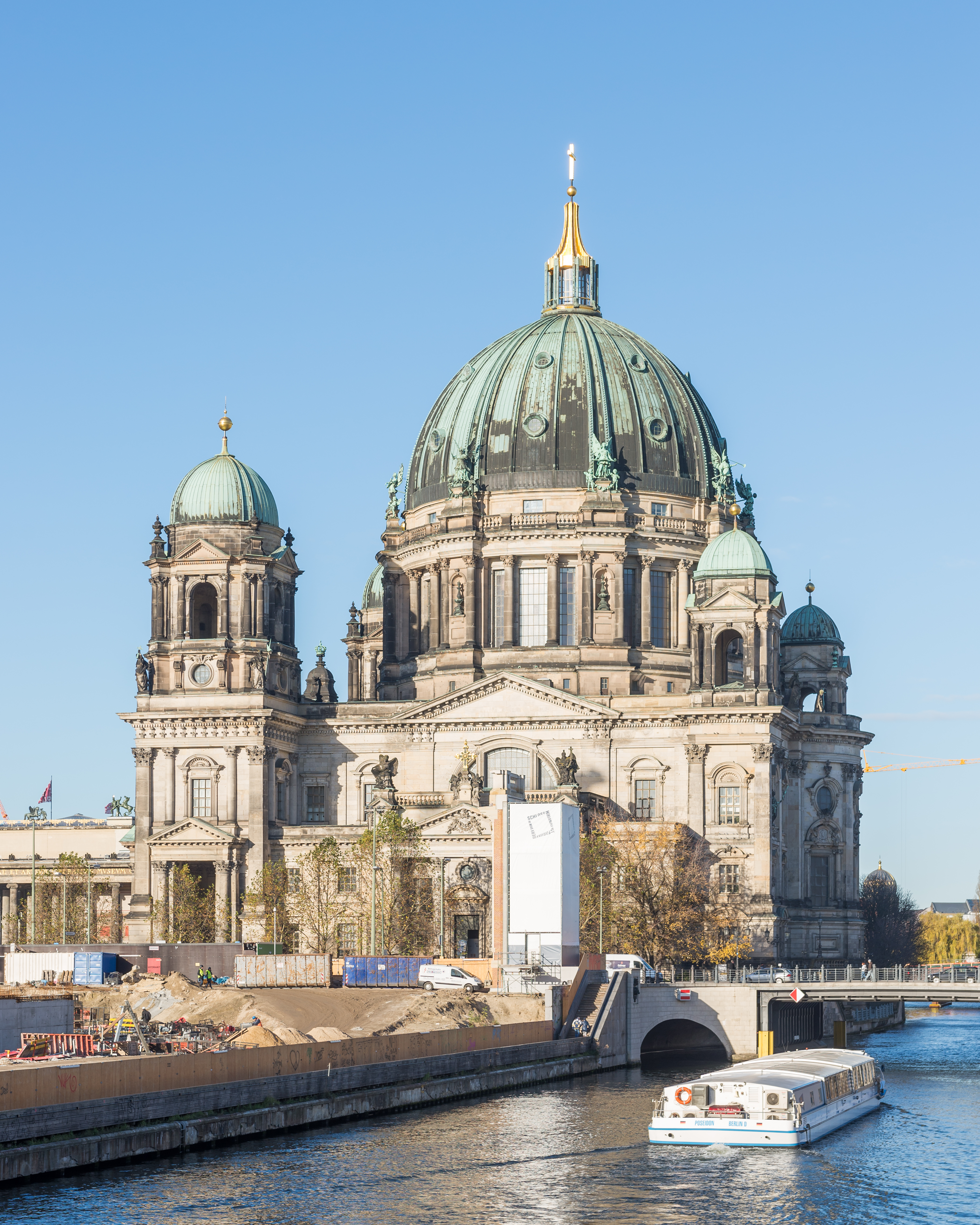
Вид з річки Шпрее
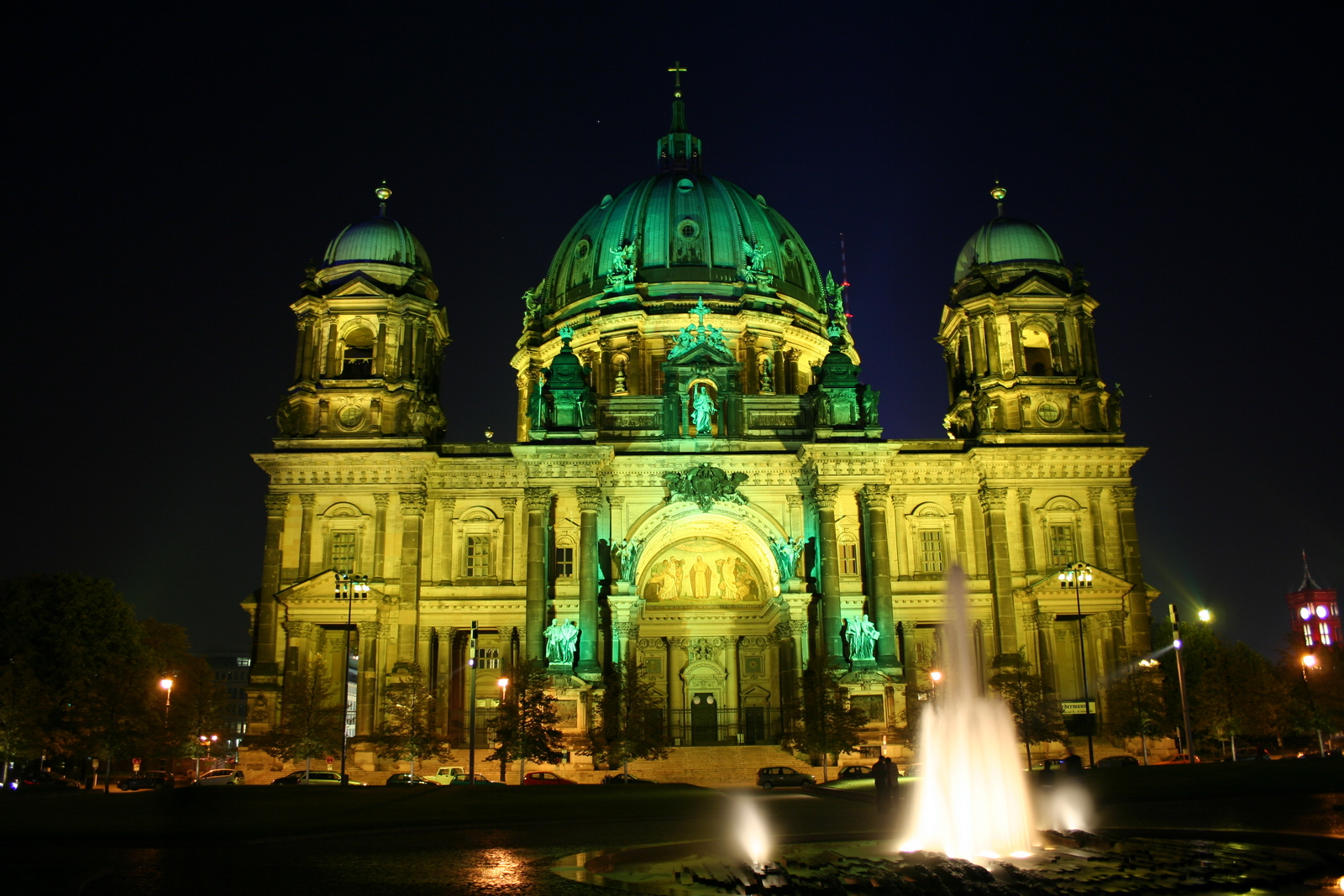
Фестиваль світла, 2014
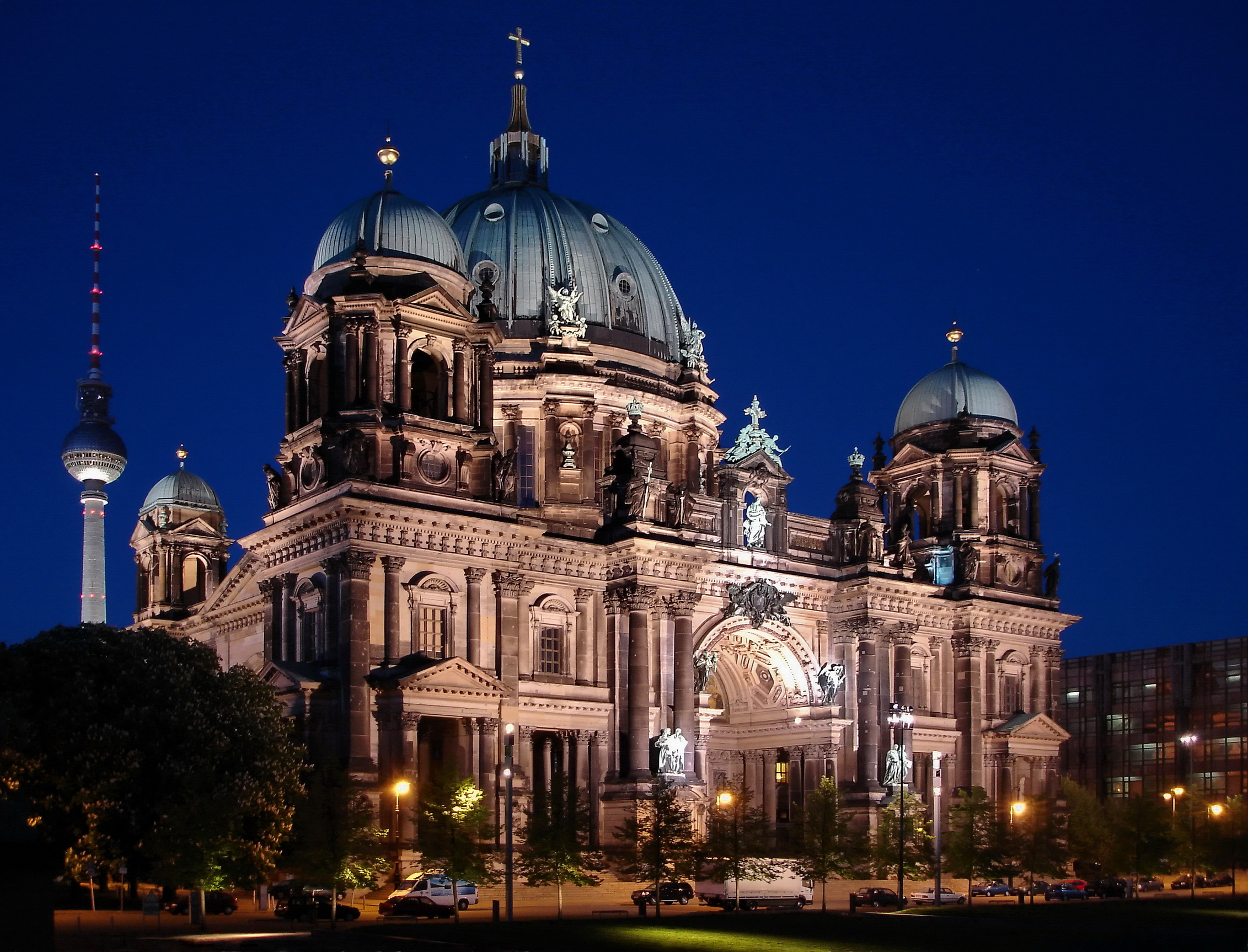
Під час фестивалю світла

Дизайн та інтер'єр

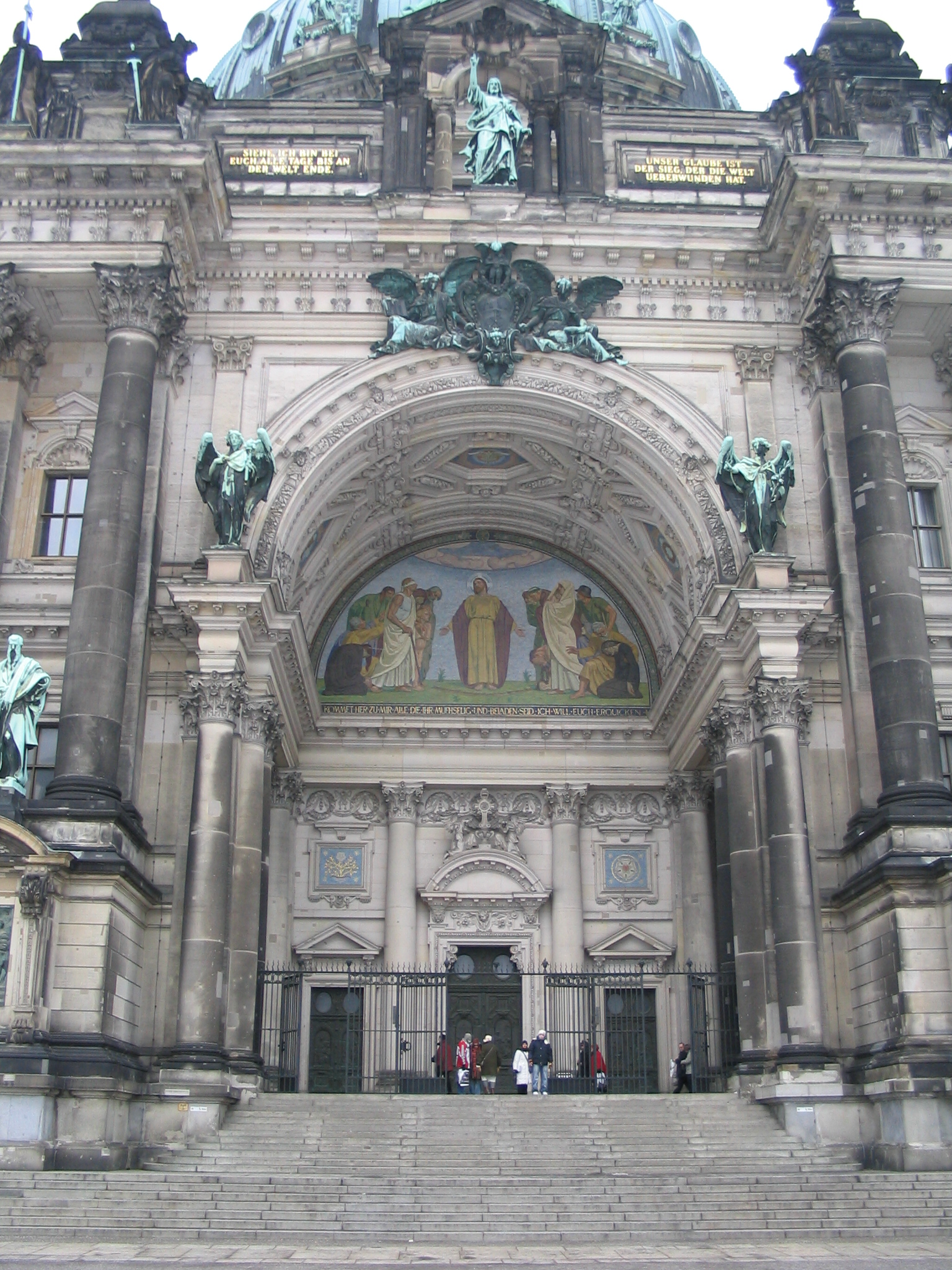
Головний вхід у напрямку Музейного острова
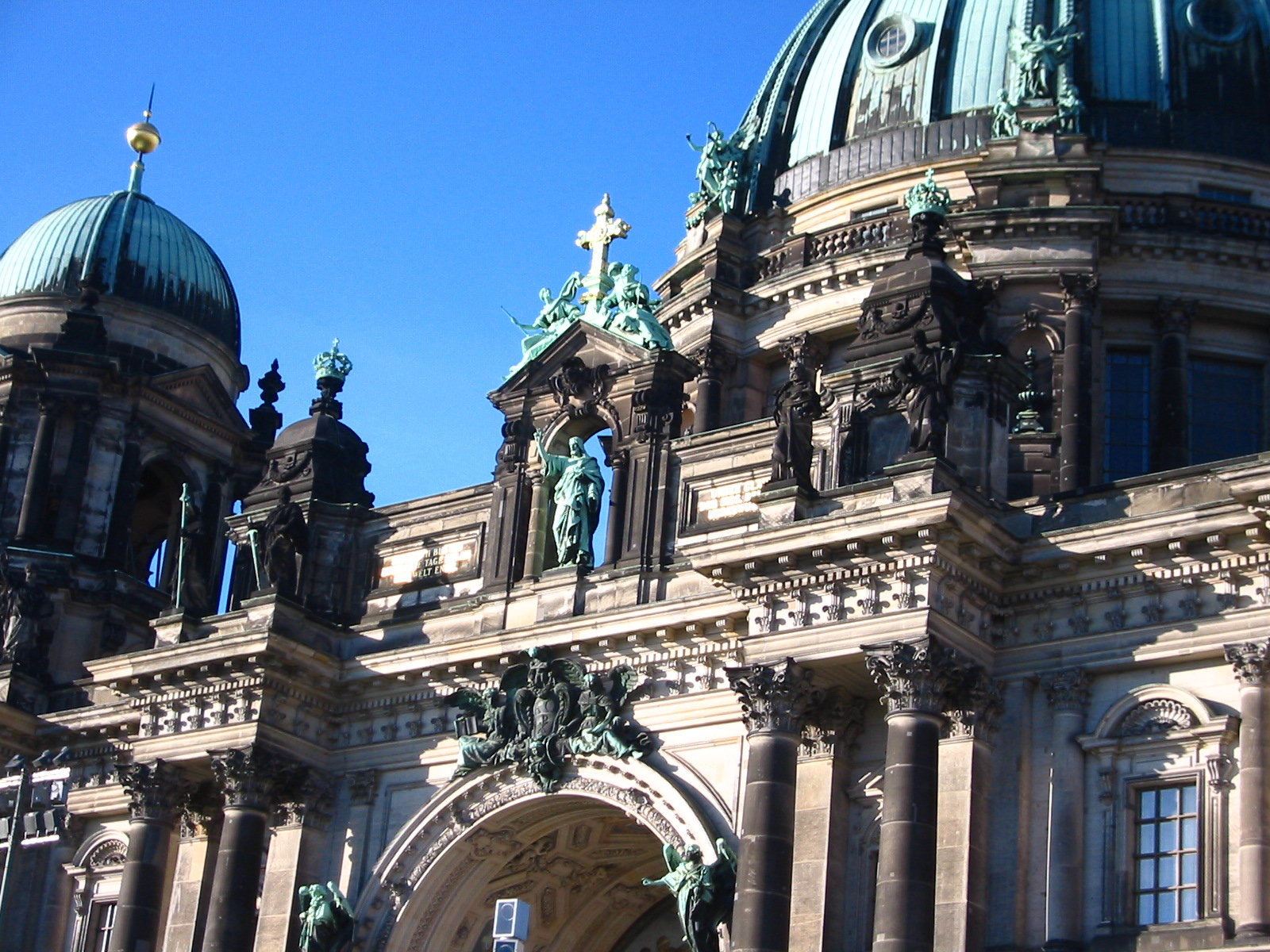
Розп'яття понад головним входом
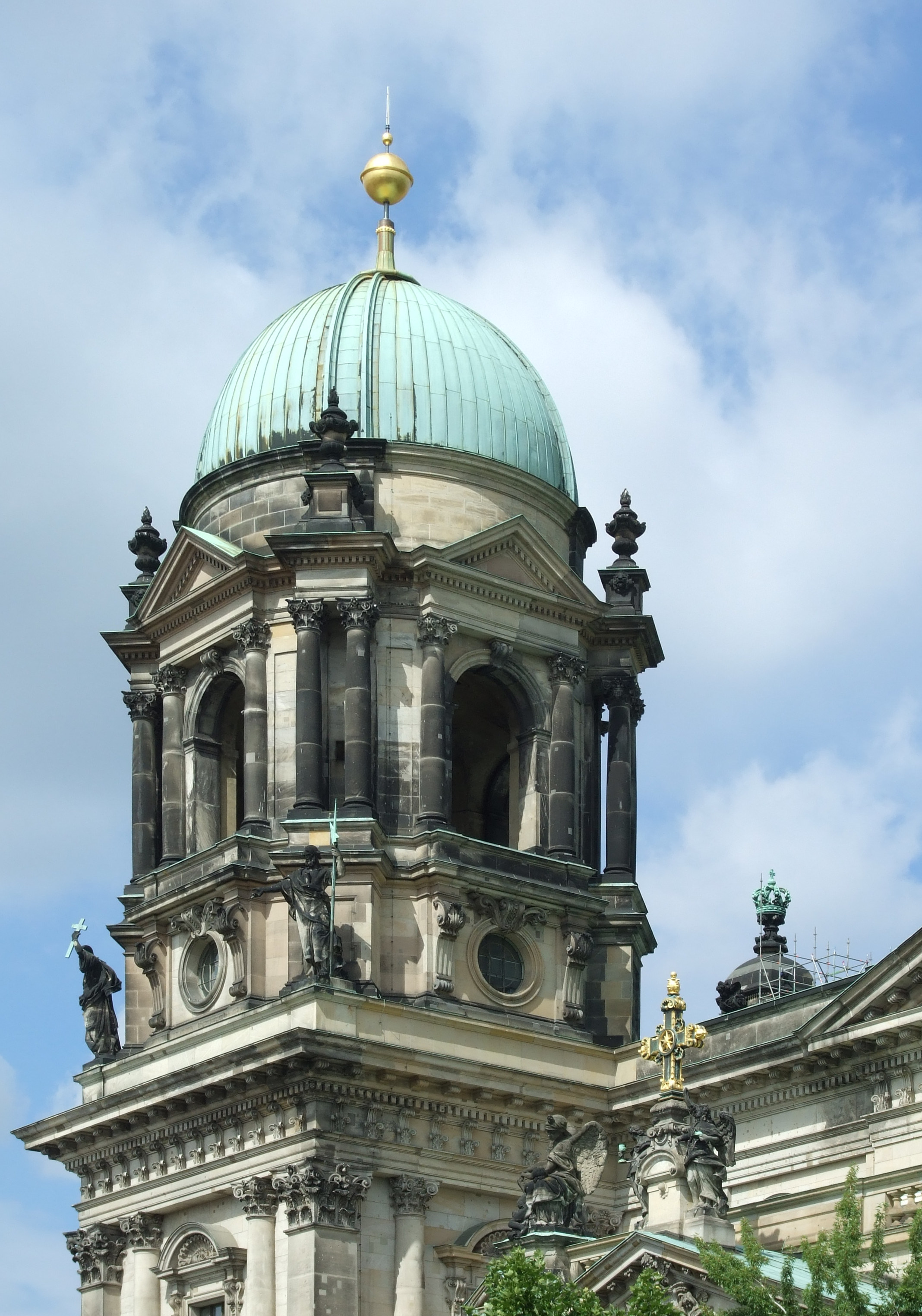
Ліва вежа
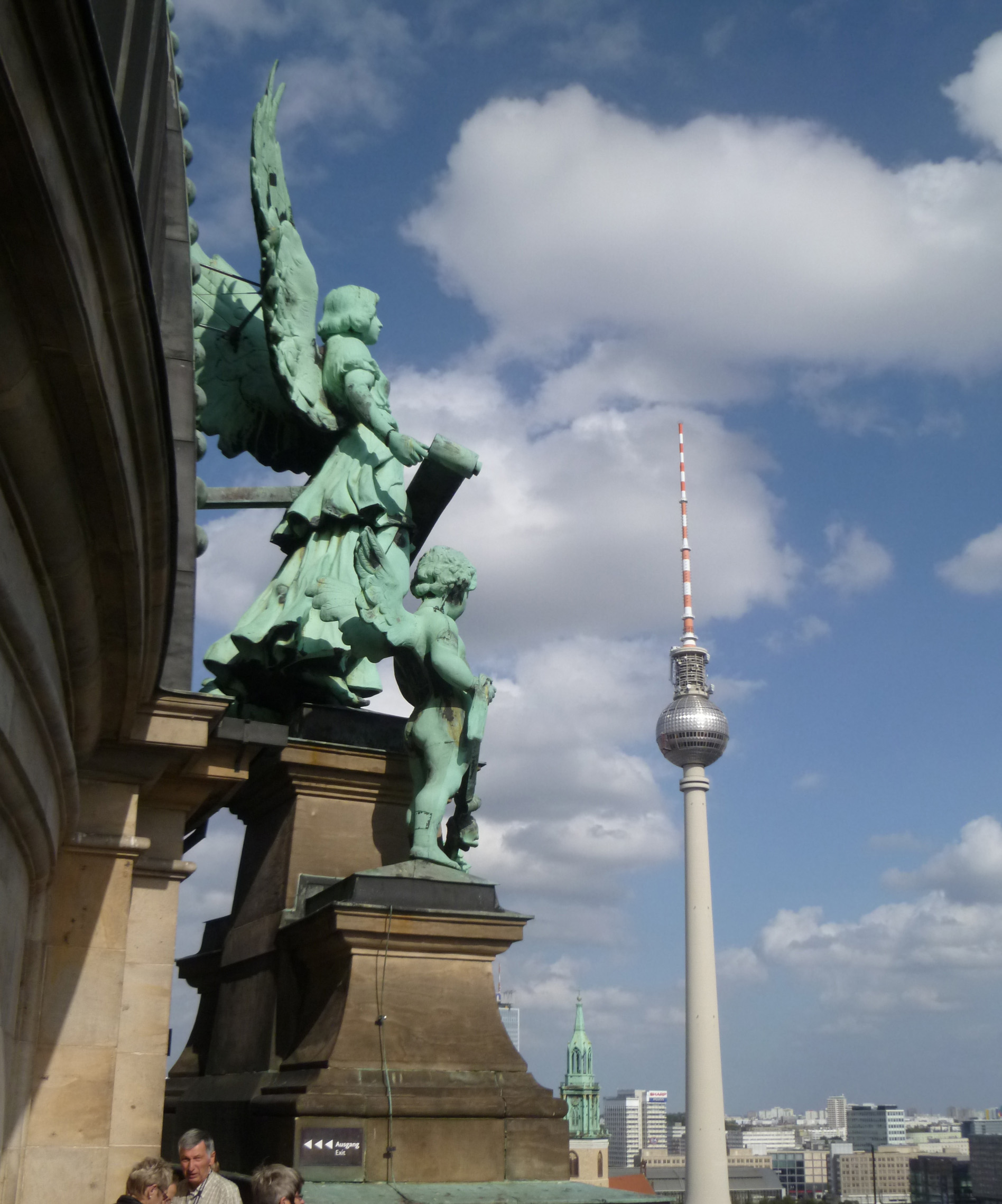
Бронзовий ангел
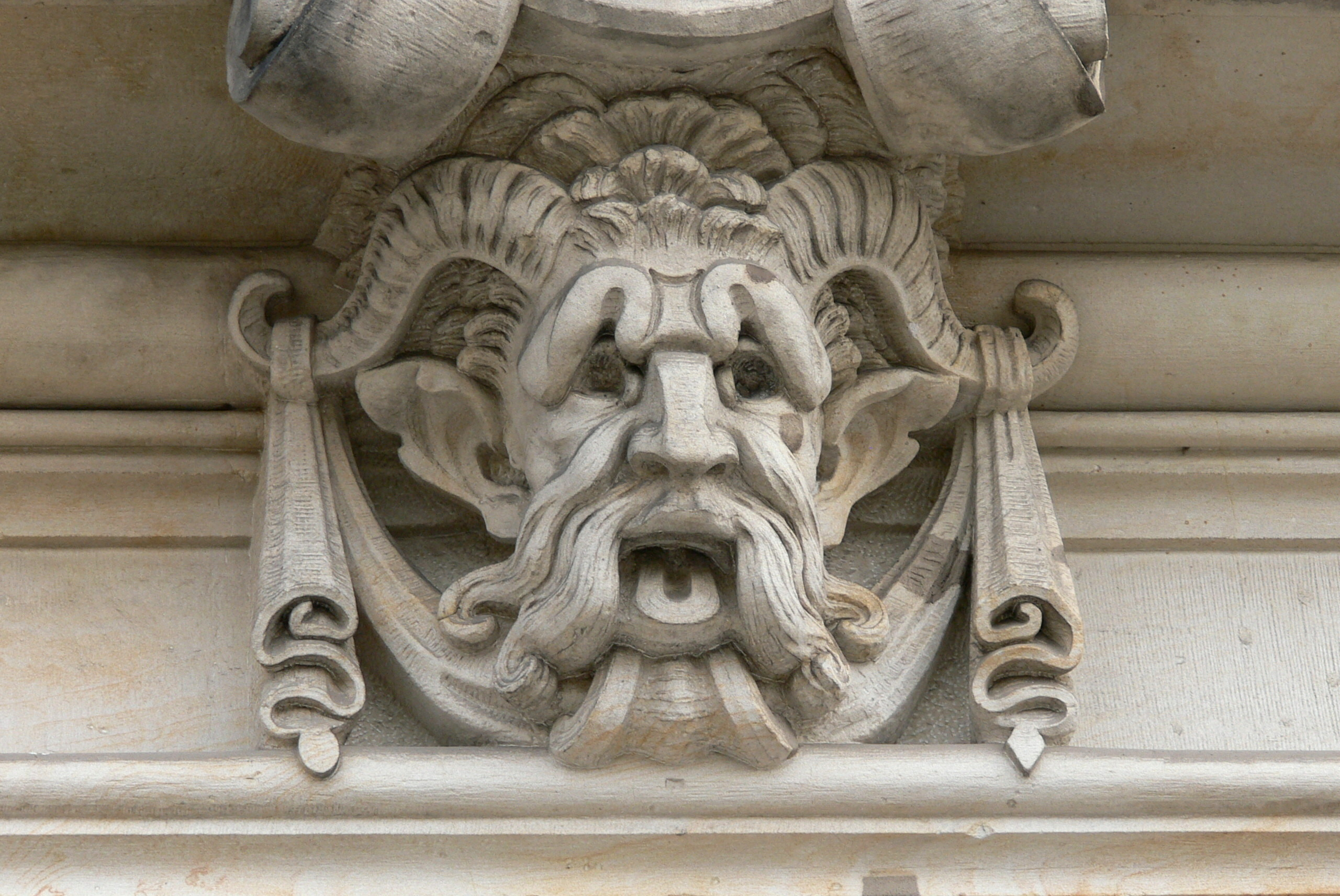
Маскарон
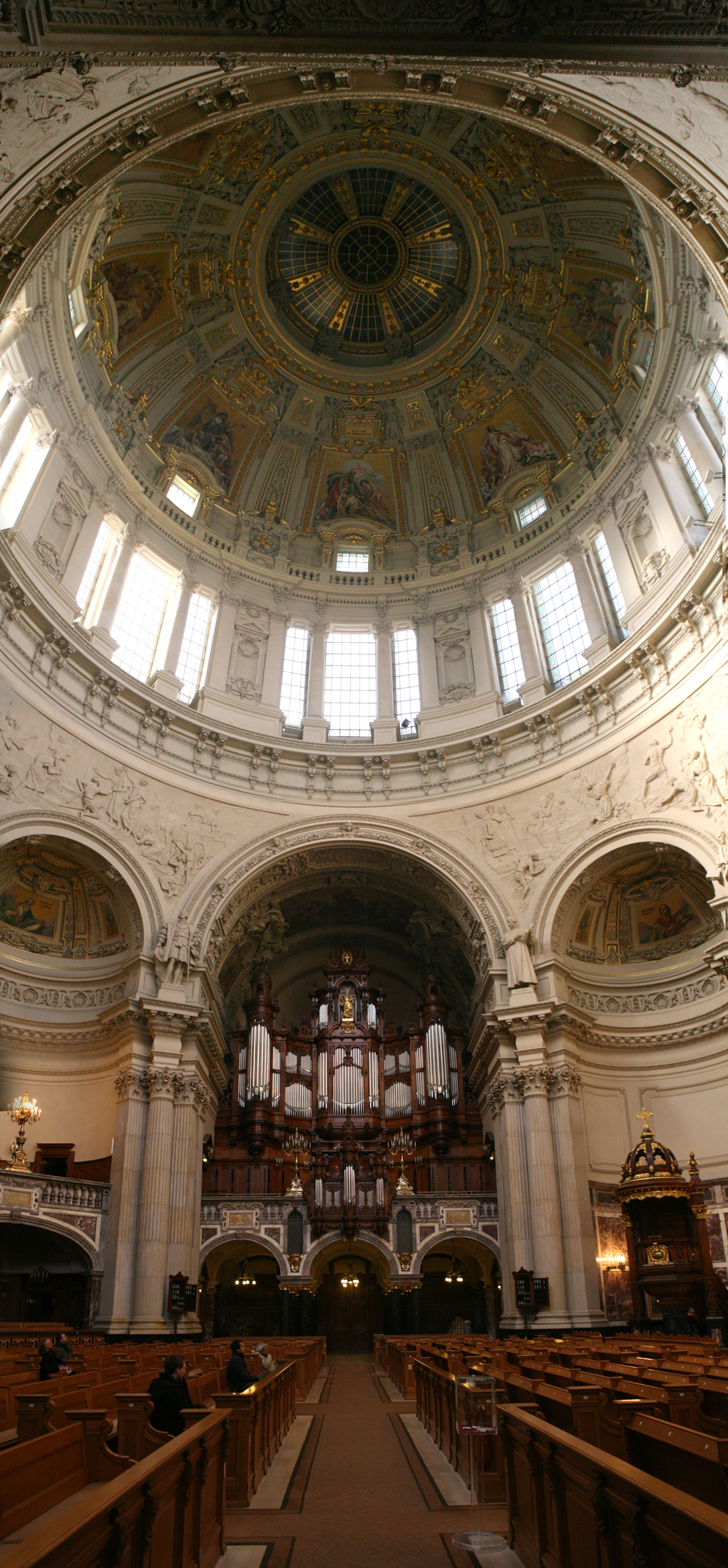
Інтер'єр. Вид на орган
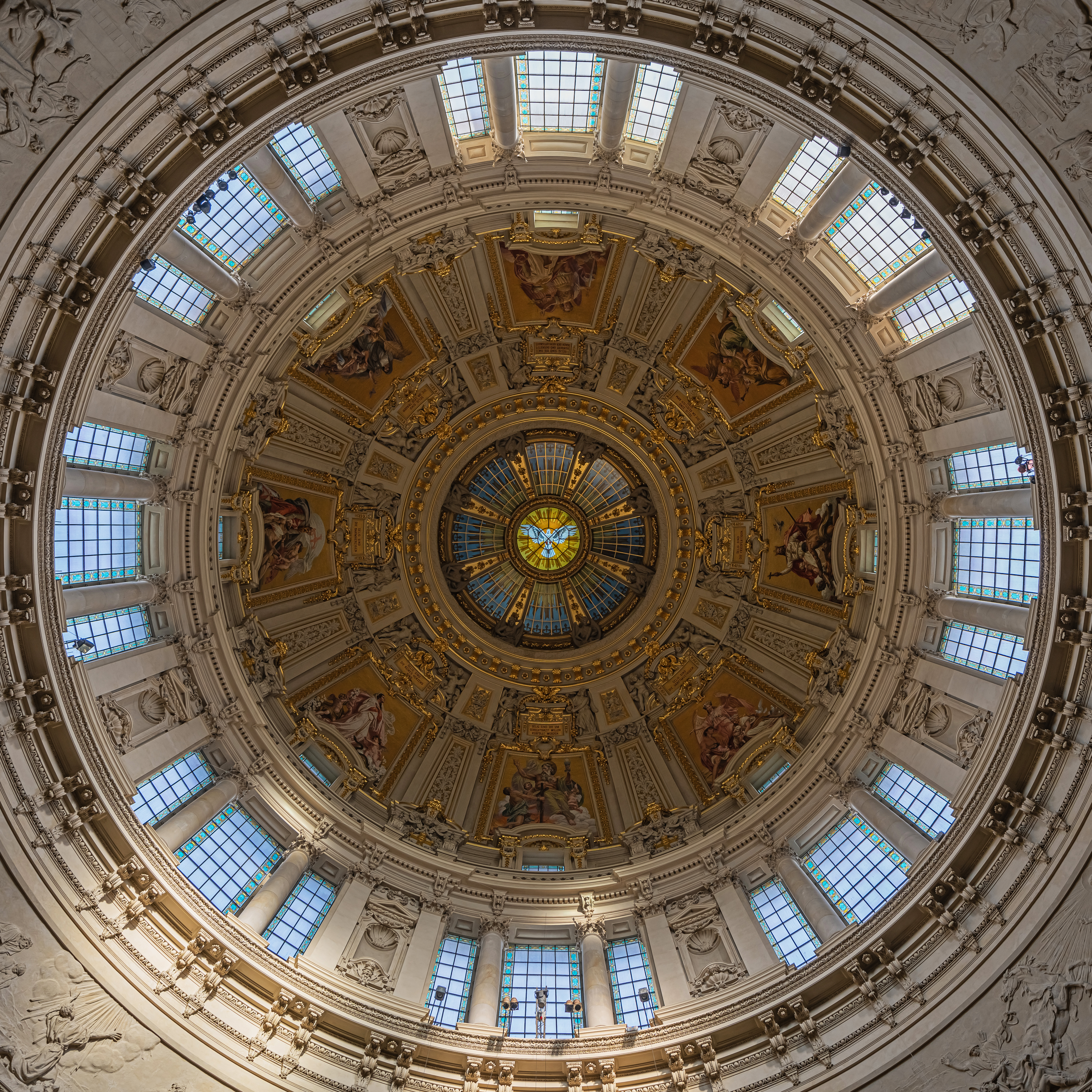
Купол з фресками у стилі історизм